# Labanotation

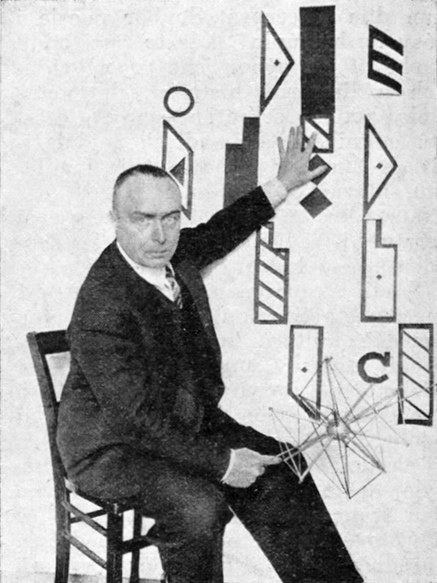
Rudolf Laban presentant el seu sistema de notació

Labanotation, notació Laban o cinetografia Laban és un sistema de notació per registrar i analitzar el moviment humà. Es va desenvolupar a partir de la feina de Rudolf Laban, qui el va descriure a Schrifttanz (“Dansa Escrita”) l'any 1928. Aquest treball inicial ha estat ampliat per teòriques de la dansa com Ann Hutchinson Guest, i notadores com l'hongaresa Maria Szentpál o l'anglesa Valerie Preston-Dunlop li han donat el prestigi guanyat. S'utilitza com a notació de dansa i altres disciplines que impliquen moviments corporals, com per exemple el teatre físic, el mim, el propi Anàlisi del Moviment de Laban, la robòtica i la simulació de moviments humans en general.
Actualment, diverses organitzacions s'encarreguen d'establir els estàndards tècnics del sistema i a promoure'n la seva difusió. Per exemple, el Consell Internacional de Cinetografia Laban / Labanotation promou els estàndards i el desenvolupament de la notació Laban. L'Agència de Notació per a Dansa ha estat documentant coreografies en Labanotation ençà l'any 1940, i ara mateix recull la col·lecció de partitures en notació Laban més extensa del món. També s'encarreguen d'ensenyar-la i d'organitzar representacions de dances basades en les anotacions fetes en aquest sistema.

## Història
Durant la dècada de 1920, Rudolf Laban en col·laboració amb els seus companys, va desenvolupar un sistema de notació que pogués utilitzar-se per descriure el moviment a partir de models i conceptes referits a l'espai. Això contrasta amb altres sistemes de notació de moviment corporal, basats en anàlisi anatòmic, codis alfabètics, figures humanes esquemàtiques, notes musicals, petjades o anotacions escrites. El sistema de Laban retrata amb precisió i de manera acurada els patrons temporals, les accions, els plànols de planta, les parts del cos i la utilització tridimensional de l'espai. El sistema ha anat evolucionant en el que es coneix avui dia com a Labanotation o Cinetografia Laban.
La Labanotation i la Cinetografia Laban van evolucionar de manera separada des dels anys 30 fins als anys 50: Labanotation als Estats Units i Regne Unit, i Cinetografia Laban a Alemanya i altres països europeus. El resultat d'aquests dos camins diferenciats és una Cinetografia Laban que no ha canviat significativament des dels seus inicis, mentre que la Labanotation sí que ha evolucionat en el temps per adaptar-se a noves necessitats. Per exemple, a instàncies dels membres de l'Agència de Notació per a Dansa, el sistema Labanotation va expandir-se per poder transmetre la motivació i el significat rere els moviments. En canvi, els professionals de Cinetografia Laban tendeixen a treballar dins les condicions del sistema de notació existent, servint-se sols de la descripció espacial a l'hora d'indicar la seqüència de moviments.
El Consell Internacional de Cinetografia Laban es va crear l'any 1959 amb la voluntat d'esclarir, estandarditzar i eliminar les diferències entre els dos sistemes. Gràcies a aquesta feina, ambdós sistemes s'utilitzen de manera pràcticament intercanviable arreu i són comprensibles per professionals que estiguin habituats a treballar amb qualsevol d'ells.

## Conceptes principals
El sistema Labanotation utilitza símbols abstractes per definir:
- La direcció i altura del moviment
- La part del cos que fa el moviment
- La durada del moviment[2]
- La qualitat dinàmica del moviment

### Direcció i altura del moviment
Les formes dels diferents símbols de direcció indiquen nou direccions diferents a l'espai, i el sombrejat n'especifica l'altura.
Cada símbol de direcció indica l'orientació d'una línia que uneix el punt més proper i el més llunyà de la part del cos que fa el moviment. Així, "els símbols de direcció indiquen la direcció en la qual s'han d'inclinar les extremitats".
Els símbols de direcció s'organitzen en tres nivells: alt, mig, i baix (o profund):
| Símbols de direcció en Labanotation                    | Símbols de direcció en Labanotation | Símbols de direcció en Labanotation | Símbols de direcció en Labanotation | Símbols de direcció en Labanotation | Símbols de direcció en Labanotation | Símbols de direcció en Labanotation | Símbols de direcció en Labanotation |
| ------------------------------------------------------ | ----------------------------------- | ----------------------------------- | ----------------------------------- | ----------------------------------- | ----------------------------------- | ----------------------------------- | ----------------------------------- |
| (Manté el ratolí sobre cada imatge per veure'n el nom) |                                     |                                     |                                     |                                     |                                     |                                     |                                     |
| Amunt                                                  | forward-left-high                   | forward-high                        | forward-right-high                  |                                     | esquerra-endavant-amunt             | endavant-amunt                      | dreta-endavant-amunt                |
| Amunt                                                  | left-high                           | place-high                          | right-high                          | esquerra-amunt                      | a lloc-amunt                        | dreta-amunt                         |                                     |
| Amunt                                                  | backward-left-high                  | backward-high                       | backward-right-high                 | esquerra-enrere-amunt               | enrere-amunt                        | dreta-enrere-amunt                  |                                     |
|                                                        |                                     |                                     |                                     |                                     |                                     |                                     |                                     |
| Centre                                                 | left-forward-middle                 | forward-middle                      | right-forward-middle                | esquerra-endavant-centre            | endavant-centre                     | dreta-endavant-centre               |                                     |
| Centre                                                 | left-middle                         | place-middle                        | right-middle                        | esquerra-centre                     | a lloc-centre                       | dreta-centre                        |                                     |
| Centre                                                 | left-back-middle                    | back-middle                         | right-back-middle                   | esquerra-enrere-centre              | enrere-centre                       | dreta-enrere-centre                 |                                     |
|                                                        |                                     |                                     |                                     |                                     |                                     |                                     |                                     |
| Baix                                                   | forward-left-deep                   | forward-low                         | forward-right-deep                  | esquerra-endavant-baix              | endavant-baix                       | dreta-endavant-baix                 |                                     |
| Baix                                                   | left-deep                           | place-low                           | right-deep                          | esquerra-baix                       | a lloc-baix                         | dreta-baix                          |                                     |
| Baix                                                   | backward-left-deep                  | backward-deep                       | backward-right-deep                 | esquerra-esrere-baix                | enrere-baix                         | dreta-enrere-baix                   |                                     |

### Part del cos que fa el moviment

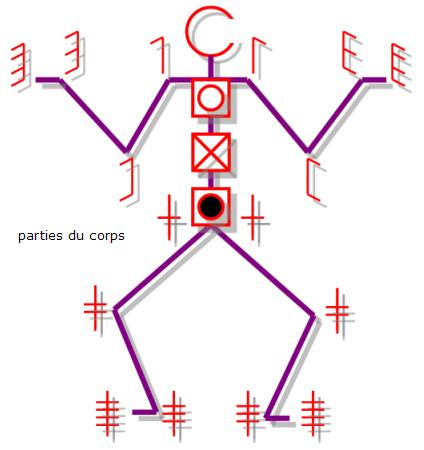
Signes per a les parts del cos

El sistema Labanotation és un registre dels fets, l'esquema dels moviments d'una actuació, per tal de poder-los reproduir i estudiar.
Els símbols se situen en una pauta vertical, on la dimensió horitzontal representa la simetria del cos i la vertical representa la línia del temps.
La posició concreta d'un símbol sobre la pauta defineix el moviment de la part del cos que correspon a aquella ubicació. La línia central representa l'eix central del cos, i els costats s'indiquen a les àrees dreta i esquerra, respectivament.

### Duració del moviment

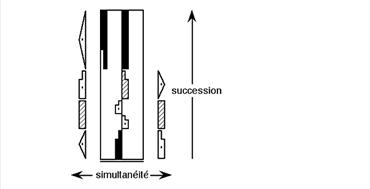
Moviments simultanis i seqüència d'accions

La notació es llegeix de baix a dalt i la llargària dels símbols indica la durada del moviment. Sobre notació de música occidental, la Labanotacion utilitza barres de compàs per sincronitzar-se amb la música. La posició inicial del ballarí o ballarina es pot indicar abans de la doble línia a l'inici de la partitura.
El moviment entre posicions és la "transició d'un punt a l'altre", com la "destinació direccional" cap a la següent posició.
La distància, les relacions espacials, la transferència de pes, el centre de gravetat, els girs, les parts del cos, les trajectòries, els plànols de planta, tot es pot indicar amb símbols específics. Els salts es descriuen com a absència de símbols a l'eix central, indicant que cap part del cos està tocant el terra en aquell instant.

### Qualitat dinàmica del moviment

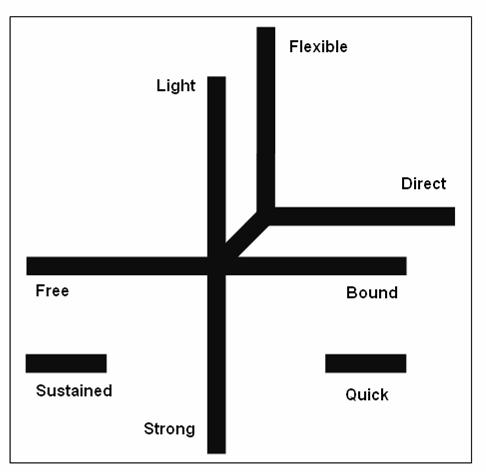
Graf d'esforç de Laban

La qualitat dinàmica s'indica sovint amb els símbols d'esforç (veure Anàlisi del Moviment de Laban).
N'hi ha de quatre categories:
- Espai: Directe / Indirecte
- Pes: Fort / Lleuger
- Temps: Sobtat / Sostingut
- Flux: Lligat / Lliure

Les dinàmiques es poden expressar amb un altre conjunt de símbols que indiquen una pujada o baixada de l'energia resultant de les necessitats fisiques o emocionals de l'intèrpret (e.g. vigorositat física vs. intensitat emocional).

### Notació de Motius
La Descripció de Motius, també anomenada Notació de Motius, és un sistema paral·lel a la notació de Laban. El va crear la teòrica de dansa Ann Hutchinson-Guest com a sistema per a prendre anotacions ràpides i més generals, compartint simbologia amb la Labanotation. La Notació de Motius està enfocada a resaltar els elements centrals i els leitmotivs que representen l'estructura global o els elements essencials d'una seqüència de moviments. Es pot utilitzar per establir l'estructura d'una improvisació de dansa, per exemple. Al no limitar-se a la dansa, també es pot utilitzar en casos com l'aprenentatge dels moviments en golf, les característiques principals d'un dels personatges d'una obra de teatre o la finalitat d'un cert moviment en una sessió de fisioteràpia.

## Literatura relacionada
En català:
- Challet-Haas, Jacqueline. (2010). Gramàtica de la notació laban; La simbolització del moviment dansat. Institut del Teatre de la Diputació de Barcelona. Traduït per Agustí Ros i Vilanova.

En anglès:
- Hutchinson-Guest, Ann. (1970). Labanotation: The System of Analyzing and Recording Movement. 4th revised edition (2005). New York: Theatre Arts Books. (First published 1954).
- Hutchinson-Guest, Ann. (1983). Your Move: A New Approach to the Study of Movement and Dance. New York: Gordon and Breach.
- Hutchinson-Guest, Ann. (1989). Choreo-Graphics; A Comparison of Dance Notation Systems from the Fifteenth Century to the Present. New York: Gordon and Breach.
- Knust, Albrecht. (1948a). The development of the Laban kinetography (part I). Movement. 1 (1): 28–29.
- Knust, Albrecht. (1948b). The development of the Laban kinetography (part II). Movement. 1 (2): 27-28.
- Knust, Albrecht. (1979a). Dictionary of Kinetography Laban (Labanotation); Volume I: Text. Translated by A. Knust, D. Baddeley-Lang, S. Archbutt, and I. Wachtel. Plymouth: MacDonald and Evans.
- Knust, Albrecht. (1979b). Dictionary of Kinetography Laban (Labanotation); Volume II: Examples. Translated by A. Knust, D. Baddeley-Lang, S. Archbutt, and I. Wachtel. Plymouth: MacDonald and Evans.
- Laban, Rudolf (1975). Laban's Principles of Dance and Movement Notation. 2nd edition edited and annotated by Roderyk Lange. London: MacDonald and Evans. (First published 1956.)
- Laban, Rudoph. (1928). Schrifttanz. Wein: Universal.
- Preston-Dunlop, V. (1969). Practical Kinetography Laban. London: MacDonald and Evans.